# Église Notre-Dame de Southbridge
L'église Notre-Dame (en anglais : Notre Dame Catholic Church) est une église catholique de Southbridge au Massachusetts (États-Unis), inscrite au Registre national des lieux historiques en 1989. C'est l'église principale de la paroisse Notre-Dame du Sacré-Cœur appartenant à l'archidiocèse de Boston.

## Historique
La paroisse Notre-Dame est fondée en 1869 afin de subvenir aux besoins spirituels de la communauté francophone émigrée du Canada dans la région à partir des années 1830. Une petite église de bois est construite à l'origine, puis le deuxième curé, Georges Brochu (mort en 1904), commence à réunir des fonds dans les années 1880 pour en faire bâtir une nouvelle plus grande. Il acquiert un terrain en 1895 à l'angle des rues Main et Marcy, mais l'acte de vente stipule que la construction de l'église ne peut commencer qu'après la mort de l'ancien propriétaire du terrain. La construction de l'église ne commence donc qu'en 1908, sous la supervision du nouveau curé, Louis Trigonne. Les travaux sont terminés en 1916.
L'église Notre-Dame est la dernière des trois églises construites par Joseph Venne auMassachusetts pour la communauté catholique francophone venue du Canada, les deux autres étant l'église Saint-Antoine-de-Padoue de New Bedford (commencée en 1902) et l'église Notre-Dame d'Adams. Notre-Dame de Southbridge est construite en style néoroman français avec des apports Renaissance. Elle mesure 190 pieds de longueur et possède une nef de 75 pieds de largeur avec un transept de 123 pieds. Sa hauteur est de 55 pieds, et son clocher, haut de 210 pieds, offre une vue remarquable de la ville.

## Orgue
L'orgue, qui date de 1916, est issu des ateliers Casavant Frères de Saint-Hyacinthe (Québec). C'est un grand instrument de facture romantique, l'un des plus imposants du Massachusetts.

## Source
- (en) Cet article est partiellement ou en totalité issu de l’article de Wikipédia en anglais intitulé « Notre Dame Catholic Church (Southbridge, Massachusetts) » (voir la liste des auteurs).